# Marathon van Wenen 1988
De marathon van Wenen 1988 vond plaats op zondag 10 april 1988 in Wenen. Het was de vijfde editie van deze wedstrijd.
Bij de mannen zegevierde Mirko Vindis uit Slovenië in 2:17.25. Hij had op de finish 25 seconden voorsprong op de Oostenrijker Helmut Schmuck. Bij de vrouwen was Glynis Penny het snelst in 2:36.49.
In totaal finishten er 2278 hardlopers, waarvan 2181 mannen en 97 vrouwen.

## Uitslagen

### Mannen
| rang   | naam            | land | tijd    |
| ------ | --------------- | ---- | ------- |
| Goud   | Mirko Vindis    | SLO  | 2:17.25 |
| Zilver | Helmut Schmuck  | AUT  | 2:17.50 |
| Brons  | Zbigniew Kubala | POL  | 2:18.11 |

### Vrouwen
| rang   | naam                | land | tijd    |
| ------ | ------------------- | ---- | ------- |
| Goud   | Glynis Penny        | ENG  | 2:36.49 |
| Zilver | Christa Vahlensieck | GER  | 2:37.52 |
| Brons  | Carina Leutner      | AUT  | 2:41.56 |

1984 ·
1985 ·
1986 ·
1987 ·
1988 ·
1989 ·
1990 ·
1991 ·
1992 ·
1993 ·
1994 ·
1995 ·
1996 ·
1997 ·
1998 ·
1999 ·
2000 ·
2001 ·
2002 ·
2003 ·
2004 ·
2005 ·
2006 ·
2007 ·
2008 ·
2009 ·
2010 ·
2011 · 
2012 ·
2013 ·
2014 ·
2015 ·
2016 ·
2017 ·
2018 ·
2019 ·
2020 ·
2021 ·
2022 ·
2023 ·
2024